# Juan Allendesalazar y Zaragoza
Juan Allendesalazar y Zaragoza (Guernica, 23 de agosto de 1882-Madrid, 13 de septiembre de 1938) fue un historiador del arte español.

## Biografía
Era hijo del bibliófilo Ángel Allendesalazar y Muñoz de Salazar (1854-1885) (hijo, a su vez, del conde de Montefuerte) y de su esposa Carmen Zaragoza y Ayllón (nacida en La Habana el 22 de julio de 1855). Fue responsable del desarrollo de la biblioteca del Museo Romántico de Madrid y participó en la catalogación de sus cuadros. También trabajó en los fondos del Museo del Prado y fue miembro del Real Patronato del Museo del Prado desde 1928. En 1918 fue uno de los miembros fundadores de la Sociedad de Estudios Vascos. En 1930 ingresó como miembro de la Real Academia de Bellas Artes de San Fernando.
También llamó la atención en el sector del arte alemán. Desde 1924 hasta su muerte escribió la mayor parte de los artículos sobre artistas españoles anteriores al siglo XIX para el Allgemeines Lexikon der Bildenden Künstler y también revisó todas las demás biografías relacionadas con España. En 1925 comentó la cuarta edición de la monografía de Velázquez de Walther Gensel.
Tras su muerte, legó su colección de dibujos de los siglos XVII y XVIII al Museo del Prado, así como un cuadro atribuido al pintor barroco Pedro Atanasio Bocanegra.

## Publicaciones (selección)
- Francisco Javier Sánchez Cantón: Retratos del Museo del Prado. Identificación y rectificaciones. Madrid 1919 (copia digital ).
- Velasques. Des Meisters Gemälde. 4ª edición revisada. Editado por Juan Allendesalazar. Introducción de Walther Gensel (= Klassiker der Kunst en ediciones completas vol. 6). Deutsche Verlags-Anstalt, Stuttgart 1925.
- Discurso leído por D. Juan Allendesalazar en el acto de su recepción pública en la Real Academia de Bellas Artes de San Fernando el dia 8 de junio de 1930 y contestación del Elias Tormo. Madrid 1930.